# Blanka I z Nawarry
Blanka I Nawarska, fr. Blanche I de Navarre (ur. 1391; zm. 3 kwietnia 1441) – królowa Sycylii w latach 1402-1409, a następnie królowa Nawarry w latach 1425-1441.

## Życiorys
Córka króla Nawarry – Karola III Szlachetnego i Eleonory, infantki kastylijskiej (zm. 1416).
Blanka poślubiła najpierw Marcina II, króla Sycylii i księcia Aragonii. Jej drugim mężem został Jan Aragoński (Juan), książę Peñafiel (drugi syn króla Aragonii – Ferdynanda I). Jan został królem Nawarry razem z Blanką w 1425, a po jej śmierci to on sprawował faktyczne rządy (zamiast ich syna Karola z Viany).
Jan został także królem Aragonii, po śmierci swojego starszego brata – Alfonsa V, w 1458. Ożenił się po raz drugi z Joanną Enríquez i mieli czworo dzieci; w tym Ferdynanda II Aragońskiego.

## Dzieci Blanki I i Jana II
- Karol, książę Viany (1421-1461),
- Jan Aragoński (1423-1425),
- Blanka II z Nawarry (1424-1464) – w latach 1440-53 żona Henryka IV - króla Kastylii,
- Eleonora I z Nawarry (1425-1479) – żona Gastona IV de Foix-Grailly, jej potomstwo odziedziczyło Nawarrę; babka Anny de Foix, królowej Węgier i Czech.